# Allograpta nummularia
Allograpta nummularia är en tvåvingeart som först beskrevs av Mario Bezzi 1920.  Allograpta nummularia ingår i släktet Allograpta och familjen blomflugor. Inga underarter finns listade i Catalogue of Life.